# جيمس غورني
جيمس غورني (بالإنجليزية: James Gurney)‏ (14 يونيو 1958، غلينديل في الولايات المتحدة)؛ رسام توضيحي وروائي أمريكي.

## روابط خارجية
- جيمس غورني على موقع IMDb (الإنجليزية)
- جيمس غورني على موقع ميوزك برينز (الإنجليزية)
- جيمس غورني على موقع قاعدة بيانات الفيلم (الإنجليزية)